# Distretto di Huaribamba
Il distretto di Huaribamba è uno dei sedici distretti della provincia di Tayacaja, in Perù. Si trova nella regione di Huancavelica e si estende su una superficie di 359.93 chilometri quadrati.